# Kaspar zu Rhein
Kaspar zu Rhein (* 1433 in Mülhausen; † 8. November 1502 in Porrentruy) war von 1479 bis zu seinem Tod Fürstbischof von Basel.
Kaspar entstammte dem Mühlhausener Zweig des Basler Ministerialengeschlechts Zu Rhein. Seine Eltern waren Bernhard zu Rhein-Häsingen und Brigitte von Reinach. Der Basler Bischof Friedrich zu Rhein war sein Grossonkel.
Er studierte von 1451 bis 1452 an der Universität Heidelberg, 1457 an der Universität Pavia. Im Wintersemester 1460/61 war er Rektor der neugegründeten Universität Basel. 
Kaspar war ab 1452 Domherr in Basel, 1459 wurde er Domkustos. Er war zudem Kanoniker in Moutier-Grandval und Montbéliard und von 1459 bis 1479 Propst des Chorherrenstifts Saint-Ursanne. Am 4. Januar 1479 wurde er vom Domkapitel zum Bischof von Basel gewählt. Die päpstliche Bestätigung folgte am 5. März, die Bischofsweihe am 30. Mai im Basler Münster. Kaiser Friedrich III. verlieh ihm am 10. November die Regalien. 
1481 versuchte Kaspar ohne Erfolg das Bürgermeisteramt und andere Pfandschaften von der Stadt Basel einzulösen. Als es 1486 zum Streit um das Amt des Propstes von Moutier-Grandval kam, besetzte Bern die Propstei und setzte seinen Kandidaten als Propst durch. Auf den Druck der Eidgenossenschaft musste Bern die Oberhoheit des Basler Bischofs über die Propstei anerkennen, schloss jedoch einen Burgrechtsvertrag mit Moutier-Grandval ab. Das Stift versuchte die Exemtion zu erreichen, Kaspar konnte 1498 in einem Vergleich die Hochgerichtsbarkeit sichern.
Im Schwabenkrieg blieben das Bistum und die Stadt Basel neutral, es kam jedoch zu Plünderungen im Laufental und den mit dem Bistum verburgrechteten Propsteien. Die Stadt Basel schloss sich 1501 der Eidgenossenschaft an. Aufgrund der starken Verschuldung des Bistums wurde Kaspar 1499 vom Domkapitel gezwungen, dem Generalvikar Christoph von Utenheim die Verwaltung zu übertragen. Der Bischof zog sich daraufhin nach Delémont zurück. Am 24. September 1502 musste er Christoph von Utenheim als Koadjutor anerkennen. Vor der in Delémont ausgebrochenen Pest floh Kaspar nach Porrentruy, wo er am 8. November 1502 starb. Er wurde im Kloster Lützel beigesetzt.